# Aruana silvicola
Aruana silvicola är en spindelart som beskrevs av Embrik Strand 1911. Aruana silvicola ingår i släktet Aruana och familjen hoppspindlar. Inga underarter finns listade i Catalogue of Life.